# Planet Funk

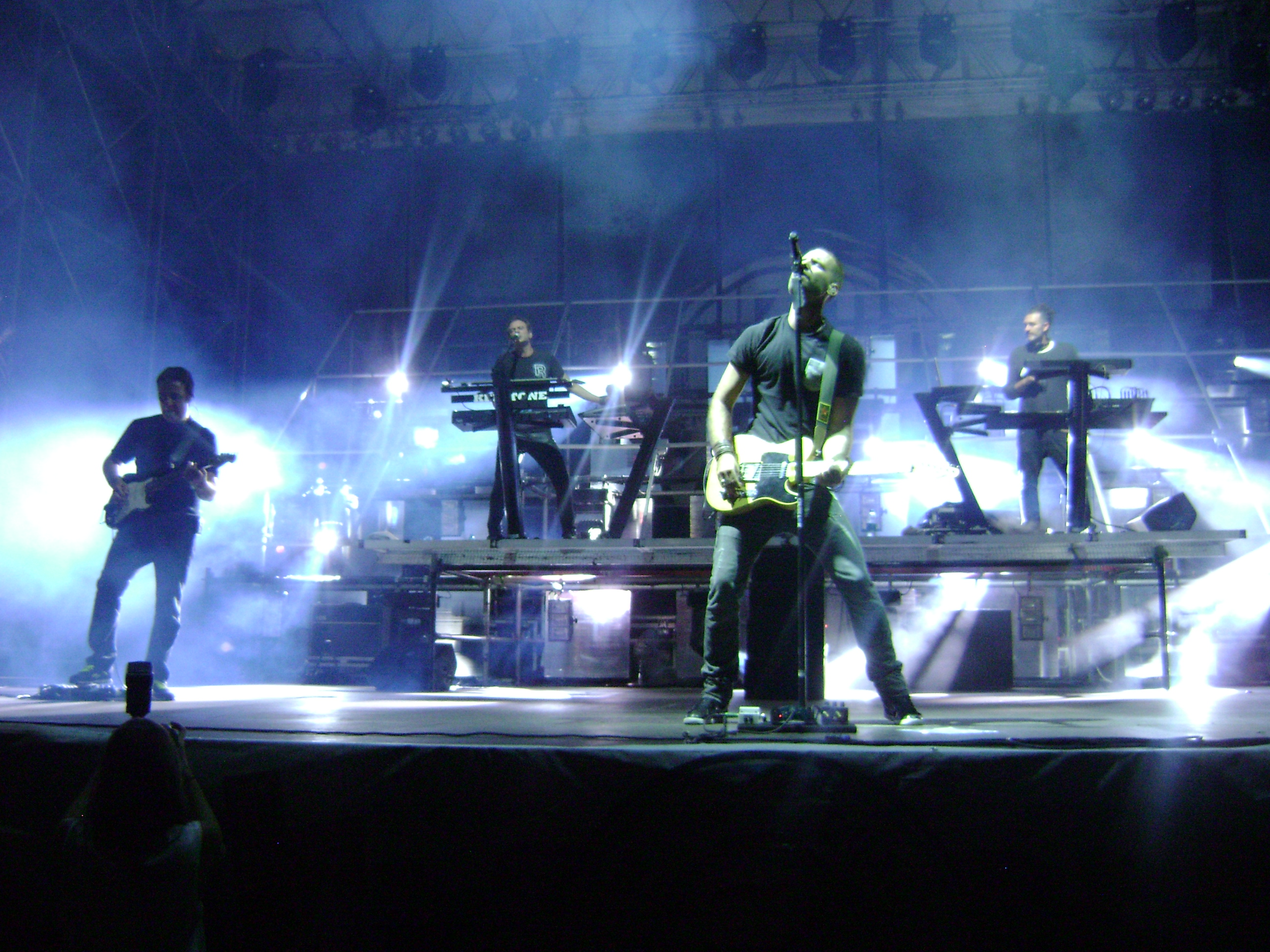
Planet Funk en concert.

Planet Funk est un groupe de musique électronique italien composé de Sergio Della Monica, Alex Neri, Domenico GG Canu (†), Marco Baroni, et Alessandro Sommella, avec en collaboration différents chanteurs tels Dan Black, Sally Doherty, Raiz ou John Graham. 

## Historique
Leur premier single Chase the sun atteint la cinquième place des charts britanniques en 2001, sa popularité anglaise est due au fait qu'il faisait partie du générique sur la chaine Sky Sports. 
Leur second single Inside all the people atteint la neuvième place des charts italiens mais ne s'imposa pas à l'étranger. Leur troisième single Who said (Stuck in the UK) a aussi eu un succès commercial honnête
En mai 2006, ils deviennent le premier groupe musical à réaliser un single exclusivement téléchargeable sur un portable avec Stop me. 
Leur single Static est présent sur la BO du jeu de football FIFA 08.

## Discographie

### Albums
- 2002 : Non Zero Sumness (en)
- 2005 : The Illogical Consequence (en)
- 2006 : Static (en)
- 2009 : Planet Funk (en)
- 2011 : The Great Shake

### Singles
- 2000 : Chase the Sun
- 2001 : Inside All the People
- 2002 : Who Said (Stuck in the UK)
- 2003 : The Switch
- 2004 : Stop Me
- 2005 : Everyday
- 2006 : It's Your Time
- 2007 : Static
- 2011 : Another Sunrise